# 釣本南
釣本 南（つりもと みなみ、1990年5月22日 - ）は、日本の俳優・タレントで、Candy Boyの元メンバーである。千葉県出身。

## 人物
- Candy Boyの元メンバー。イメージカラーはフランボワズ。
  - 2019年7月に行われた「Candy Boy 4th Anniversary公演」を以ってCandy Boyとしての活動を終了[1]。
  - テレビ朝日ミュージックを退所。
- 2020年11月より秋山大河と『LiiiM.』を設立。
- 身長178cm、体重55kg。
- 服装の学校を卒業しており、ファッションが趣味である。
- 特技はフットサル、リフティング、ボルダリング、スノーボード。

## 出演

### TV
- Break Out（2014年 - 2019年、テレビ朝日） - Candy Boy
- 美女たちの日曜日（2015年4月 - 5月、テレビ朝日） - 美女にちボーイズ
- キャサリン三世（フジテレビ）
- 櫻井・有吉 THE夜会（TBSテレビ）
- 世界史ちゃんTV（NHK-BS）

### WEB
- Abema Wave（2016年4月11日 - 、AbemaTV） - バーテンダー役

### CM
- カーセブン（2016年7月22日 - ） - バーテンダー役

### 舞台
2015年
- 幻の城（10月、EX THEATER ROPPONGI）

2016年
- 刀剣乱舞〜虚伝 燃ゆる本能寺〜（5月、シアター1010 他）
- ハイパープロジェクション演劇「ハイキュー!!」"烏野、復活！"（10月 - 12月、東京 / 大阪 / 福岡 / 岩手） - 茂庭要 役

2017年
- ミュージカル「スタミュ」（4月、Zeppブルーシアター六本木 / 森ノ宮ピロティホール）- 楪＝クリスチアン＝リオン 役[2]
- 煉獄に笑う（8月 - 9月、サンシャイン劇場 / 森ノ宮ピロティホール） - 百地亜瑚（八它烏）役[3]
- 勇者セイヤンの物語（仮）（11月、CBGKシブゲキ!!） - コリャッタ 役

2018年
- 舞台「私のホストちゃん REBORN 〜絶唱!大阪ミナミ編〜」（1月 - 2月、サンシャイン劇場 他） - 瑞月 役[4]
- 爆走おとな小学生 第六回全校集会「初等教育ロイヤル」（4月、シアターサンモール）[5]
- ミュージカル「スタミュ」-2ndシーズン-（7月、日本青年館 / 森ノ宮ピロティホール）- 楪＝クリスチアン＝リオン 役[6]
- 銀河英雄伝説 Die Neue These（10月、Zepp DiverCity TOKYO） - ウォルフガング・ミッターマイヤー 役[7]
- 暁のヨナ〜緋色の宿命編〜（11月、EX THEATER ROPPONGI） - テジュン 役[8]
- 極上文學「こゝろ」（12月、紀伊國屋サザンシアター TAKASHIMAYA）- K 役[9]

2019年
- 舞台「私のホストちゃん THE PREMIUM」（2月 - 3月、オルタナティブシアター 他）- 瑞月 役[10]
- 歴タメLive ～歴史好きのエンターテイナー大集合！～第4弾（3月15日・16日、EX THEATER ROPPONGI）[11]
- イケメンヴァンパイア◆偉人たちと恋の誘惑 THE STAGE ～Episode.0～（4月、EX THEATER ROPPONGI）- ウィリアム・シェイクスピア 役[12]
- 銀河英雄伝説 Die Neue These ～第二章 それぞれの星～（5月 - 6月、Zepp DiverCity TOKYO / Zepp Namba）- ウォルフガング・ミッターマイヤー 役[13]
- ミュージカル「スタミュ」-3rdシーズン-（8月 - 9月、日本青年館ホール / 森ノ宮ピロティホール）- 楪＝クリスチアン＝リオン 役
- 銀河英雄伝説 Die Neue These ～第三章 嵐の前～（10月 - 11月、Zepp DiverCity TOKYO / Zepp Namba）- ウォルフガング・ミッターマイヤー 役
- 暁のヨナ～烽火の祈り編～（11月、EX THEATER ROPPONGI） - テジュン 役
- 爆走おとな小学生 第十三回全校集会『勇者セイヤンの物語（真）』（12月、こくみん共済coopホール スペース・ゼロ）- 3面のボス 役[14]

2020年
- 舞台「私のホストちゃん THE LAST LIVE」～最後まで愛をナメんなよ！～（1月 - 2月、日本青年館ホール / 名古屋市公会堂 / NHK大阪ホール）- 瑞月 役[15]
- Monkey Works Vol.4「グッバイ・エイリアン」（7月、草月ホール）[16]
- 「真・三國無双」20周年記念公演「舞台 真・三國無双 ～赤壁の戦い IF～」（8月、日本青年館ホール）- 甘寧 役[17]
- 真夜中のオカルト公務員（10月 - 11月、新宿FACE）- 琥珀 役[18]
- ミュージカル『新テニスの王子様』The First Stage（2020年12月 - 2021年2月、日本青年館ホール / メルパルクホール大阪）- 鷲尾一茶 役[19]

2021年
- オムイズムvol.5「シャットアウト、トイレット」（3月、築地ブティストホール）
- イケメンヴァンパイア◆偉人たちと恋の誘惑 THE STAGE ～Episode.1～（4月、シアター1010） - ウィリアム・シェイクスピア 役
- あやかし緋扇（6月、新宿FACE） - 聖真人 役
- 信長の野望・大志 ～最終章～ 群雄割拠 関ヶ原（7月、かめありリリオホール） - 浅井長政 / 浅井重政 役
- SF時代活劇「虹色とうがらし」（8月 - 9月、あうるすぽっと） - 省吾 役
- 舞台「Collar×Malice -榎本峰雄編＆笹塚尊編-」（9月、こくみん共済coopホール スペース・ゼロ）- 御國れい 役（映像出演）[20]
- あやかしむすび（10月、渋谷区文化総合センター大和田 伝承ホール）- 南天 役[21]

2022年
- 戦国送球〜バトルボールズ〜（2月、CBGKシブゲキ!!）- 宮野大樹 役（日替わりゲスト）[22][23]

### イベント
- Minami Tsurimoto 1st event"Color flower"（2019年10月31日、渋谷シダックス カルチャーホール）
- 爆走おとな小学生5周年記念-授業参観-[24] 第一部（2020年7月6日、studioW (WOMB LIVE)）- ゲスト
- 釣本南「TRMT ICECREAM "31" Anniversary 1st/2nd」（2021年5月22日、渋谷シダックス カルチャーホール）

### CD
- So what?（2020年）